# Кінематограф Ісландії
Ісландія має розвинену кіноіндустрію. Багато фільмів ісландських режисерів отримали світову популярність, а фільм «Діти природи» режисера Фрідріка Тоура Фрідрікссона був номінований на Оскар і ряд європейських нагород в галузі кіноіндустрії.
Велику популярність здобули також фільми режисера Балтазара Кормакура Hafið («Море», 2002) і A Little Trip to Heaven («Маленька подорож в небо», 2005).

## Ісландські фільми
- 101 Рейк'явік
- Astrópía
- Беовульф і Грендель
- Börn
- Діти природи
- Холодна лихоманка
- Одинадцять чоловіків поза грою
- Янголи Всесвіту
- Соколи
- Fíaskó
- Foreldrar
- Hafið
- Кам'яне серце
- Барани
- Політ ворона
- Íslenski draumurinn
- The Juniper Tree
- Knight of the Living Dead
- Маленька подорож в небо
- Maður eins og ég
- Með allt á hreinu
- Mýrin (Jar City)
- Ной — біла ворона
- Nýtt Lif
- Рейк'явік-Роттердам
- Рок в Рейк'явіку
- Screaming Masterpiece
- The Seagull's Laughter
- Skytturnar
- Sódóma Reykjavík
- Voksne Mennesker
- White Wedding Night (Brúðguminn)
- Wrath of Gods
- Heiðin
- Гра Блека

## Ісландські актори та акторки
- Аугуста Єва Ерленсдоттір
- Балтазар Кормакур
- Йон Ґнарр
- Берглинд Айсі
- Бйорк Гудмундсдоттір
- Б'ярні Гаутур
- Гера Гілмер
- Гіслі Едн Гардарссон
- Гуннар Хансен
- Марія Еллінгсен
- Пітер Ронсон
- Стефан Карл Стефанссон
- Томас Лемаркіс
- Тор Крістіанссон
- Тростур Лео Гуннарссон
- Хільмір Снер Гуднасон
- Ейпер Гудьонссон

## Ісландські кінорежисери

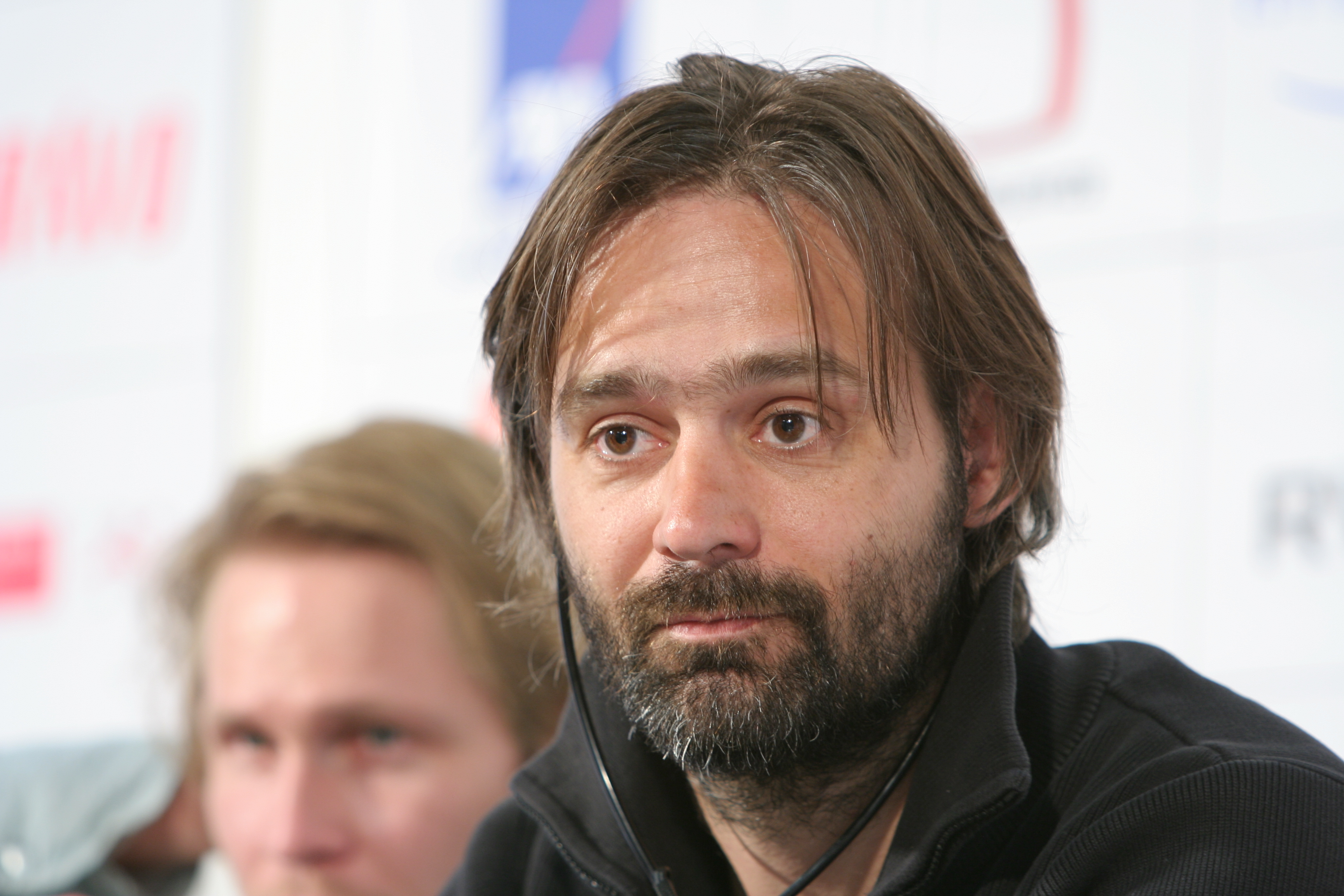
Ісландська режисер і актор Балтазар Кормакур

- Балтазар Кормакур
- Дагур Карі Петурссон
- Роберт Дуглас Інги
- Фрідрік Toyp Фрідрікссон
- Графн Ґуннлауґссон
- Джон Густафссон
- Олаф де Флер
- Оскар Йонассон
- Оскар Тор Аксельссон

## Музика до фільмів
- Michael Pärt Musik
- Гільдур Ґуднадоттір
- Mugison (повне ім'я Örn Elías Guðmundsson)
- Хілмар Ерн Хілмарссон
- Йоганн Йоганнссон

## Нагороди
- Edda Award — державна нагорода Ісландії в галузі кінематографії.